# Wietpas
Wietpas (nider. zioło-karnet) – istniejąca w Holandii karta klubowa, umożliwiająca korzystanie z usług coffee shopów.
Wietpas został wprowadzony przez centroprawicowy rząd Marka Rutte od 1 maja 2012 roku. Karty były częścią reformy ograniczającej dostęp do miękkich narkotyków, a jej drugą częścią było przekształcenie coffee shopów w Holandii w kluby. Zgodnie z nowelizacją przepisów z usług coffee shopu może korzystać jedynie użytkownik zarejestrowany i posiadający kartę klubową, a dodatkowo liczba członków klubu została ograniczona do 2000 osób.
Aby otrzymać kartę wietpas, należy przeprowadzić rejestrację w urzędowym rejestrze i posiadać stały adres zamieszkania w Holandii, co znacznie ma ograniczyć turystykę narkotykową, która prowadzi do napięć dyplomatycznych między Holandią i krajami ościennymi. Wszystkie zmiany były planowane pod hasłem rewizji polityki gedoogbeleid, która według autorów reformy nie przyniosła dostatecznie dużych efektów.
Pierwszymi prowincjami wprowadzającymi na swoim terytorium system wietpasów były Zelandia, Brabancja Północna i Limburgia. Po wprowadzeniu systemu na południu kraju, zaczął on być krytykowany przez jednostki samorządu terytorialnego. Według nich, w miastach wprowadzających system szybko zaczęło przybywać ulicznych dilerów narkotykowych, nastąpił także spadek wpływów z turystyki.
Sprzeciwiające się systemowi gminy zaapelowały do tworzącej się jesienią 2012 roku koalicji Partii Pracy i Partii Ludowej na rzecz Wolności i Demokracji o wycofanie się z reform polityki narkotykowej.